# Mariusz Malec (réalisateur)
Mariusz Malec est un réalisateur, documentariste et scénariste polonais né le 15 avril 1968 à Kielce.

## Biographie
Il est diplômé de la faculté de philosophie de l'université catholique de Lublin. Il a également suivi des études de troisième cycle en réalisation cinématographique et télévisuelle à la faculté de radio et de télévision de l'université de Silésie à Katowice.

## Crédit d'auteurs
- (pl) Cet article est partiellement ou en totalité issu de l’article de Wikipédia en polonais intitulé « Mariusz Malec (reżyser) » (voir la liste des auteurs).